# Sán Đầu
Sán Đầu (tiếng Hoa giản thể: 汕头, phồn thể: 汕頭) là thành phố ven biển thuộc tỉnh Quảng Đông, Trung Quốc. Đây cũng là một trong 6 đặc khu kinh tế của Trung Quốc (lập vào những năm 1980) nhưng không bùng nổ phát triển như các đặc khu khác như Chu Hải, Thâm Quyến và Hạ Môn với dân số 1,2 triệu và dân số vùng đô thị là 4.721.117 triệu (2006). Đây là một trong những cảng nhượng địa cho phương Tây buôn bán vào thế kỷ 19. Đây là trung tâm kinh tế phía đông tỉnh Quảng Đông và là nơi có trường đại học hàng đầu tỉnh này (Đại học Sán Đầu).
- Tọa độ địa lý: 116º14' - 117º19' Đ, 23º02' - 23º38' B
- Diện tích: 234 km²

## Lịch sử
Xưa kia, Sán Đầu là một làng chài thuộc thành Đà Giang (鮀江都), huyện Yết Dương (揭陽縣) thời Tống và Hạ Lĩnh (廈嶺) thời Nguyên. Năm Gia Tĩnh thứ 42 thời Minh (1563), Sán Đầu là một phần của huyện Trừng Hải (澄海縣) thuộc phủ Triều Châu. Vào năm Vạn Lịch thứ 3 (1575), Sán Đầu được gọi là Sa Sán Bình (沙汕坪). Năm Khang Hi thứ 8 thời Thanh (1669) đổi tên làng chài Đà Phố thành tấn Sán Đầu (tấn là một dạng đồn đóng quân thời Minh - Thanh). Như thế, từ đây tên gọi Sán Đầu xuất hiện lần đầu tiên trong sử sách Trung Quốc. Nguyên do là khu vực nay là thành phố Sán Đầu thì trước đây nằm trên bờ đê cát ở châu thổ sông Hàn và người dân ở đây thường đặt đó/lờ để bắt cá. Cái đó/lờ bắt cá trong tiếng Trung gọi là sán (汕), từ đây mà có tên gọi Sán Đầu. Năm Khang Hi thứ 56 (1717), nhà Thanh cho xây dựng một pháo đài ở đây với tên gọi Pháo đài Sa Sán Đầu (沙汕頭炮臺), vì thế tên gọi khu vực này được gọi là Sa Sán Đầu. Trong thời kỳ Ung Chính - Càn Long thì tên gọi Sa Sán Đầu được rút gọn thành Sán Đầu.
Sán Đầu trở thành thành phố năm 1919 và được tách ra khỏi huyện Trừng Hải năm 1921. Vào thời kỳ 1930, số lượng hàng hóa thông qua Sán Đầu xếp thứ ba của Trung Hoa và sự thịnh vượng kinh doanh xếp thứ 7. Đây đã là trung tâm phân phối hàng hóa cho đông nam Trung Quốc. Là một thành phố cấp cao, Sán Đầu quản lý thành phố Triều Châu trong thời kỳ 1983 đến 1989.

## Địa lý
Sán Đầu nằm ở miền đông tỉnh Quảng Đông với vĩ độ trong khoảng 23°02′33″ – 23°38′50″ B và kinh độ trong khoảng 116°14′40″ – 117°19′35″ Đ; với chí tuyến Bắc đi ngang qua phần phía bắc của thành phố này, và dọc theo nó có một đài kỷ niệm ở phần phía đông nhất của thành phố trên Trung Hoa đại lục ở tọa độ 23°26′33″B 116°35′20″Đ / 23,4424°B 116,58885°Đ. Điểm cao nhất trong thành phố này là núi Đại Tiêm (大尖山) trên đảo Nam Áo, với độ cao của đỉnh núi là 587 m (1.926 ft); còn điểm cao nhất tại phần thuộc đại lục là núi Liên Hoa (莲花山), với độ cao của đỉnh núi là 562 m (1.844 ft) trong quận Trừng Hải. Thành phố này nằm ở cửa sông Hàn (韩江), sông Dong (榕江), và sông Luyện (练江).
Sán Đầu nằm ở phía đông bắc và cách Hồng Kông khoảng 300 km (190 mi).

### Khí hậu
Sán Đầu có khí hậu cận nhiệt đới ẩm ướt chịu ảnh hưởng của gió mùa (Phân loại khí hậu Köppen Cwa), với mùa đông ngắn có nhiệt độ từ vừa phải tới ấm còn mùa hè thì dài và nóng ẩm. Mùa đông bắt đầu với thời tiết có nắng và khô nhưng dần dần trở thành ẩm hơn và nhiều mây hơn. Mùa xuân nói chung u ám và nhiều mây, trong khi mùa hè với nhiều ngày có những trận mưa to nhất trong năm nhưng nói chung nhiều nắng hơn; trung bình hàng năm có 8,2 ngày với lượng mưa từ 50 mm (1,97 in) trở lên. Mùa thu nhiều nắng và khô. Nhiệt độ trung bình 24 h mỗi tháng trong khoảng từ 14,7 °C (58,5 °F) vào tháng 1 cho tới 29,1 °C (84,4 °F) trong tháng 7, còn trung bình cả năm khoảng 22,58 °C (72,6 °F). Lượng mưa hàng năm là khoảng 1.618 mm (64 in), trong đó khoảng 60% diễn ra từ tháng 5 tới tháng 8. Với tỷ lệ phần trăm ngày có nắng hàng tháng dao động từ 28% trong tháng 3 tới 58% trong tháng 7 và tháng 10 thì thành phố này nhận được khoảng 1.979 giờ có nắng mỗi năm.
| Dữ liệu khí hậu của Sán Đầu (1981−2010)                                | Dữ liệu khí hậu của Sán Đầu (1981−2010) | Dữ liệu khí hậu của Sán Đầu (1981−2010) | Dữ liệu khí hậu của Sán Đầu (1981−2010) | Dữ liệu khí hậu của Sán Đầu (1981−2010) | Dữ liệu khí hậu của Sán Đầu (1981−2010) | Dữ liệu khí hậu của Sán Đầu (1981−2010) | Dữ liệu khí hậu của Sán Đầu (1981−2010) | Dữ liệu khí hậu của Sán Đầu (1981−2010) | Dữ liệu khí hậu của Sán Đầu (1981−2010) | Dữ liệu khí hậu của Sán Đầu (1981−2010) | Dữ liệu khí hậu của Sán Đầu (1981−2010) | Dữ liệu khí hậu của Sán Đầu (1981−2010) | Dữ liệu khí hậu của Sán Đầu (1981−2010) |
| Tháng                                                                  | 1                                       | 2                                       | 3                                       | 4                                       | 5                                       | 6                                       | 7                                       | 8                                       | 9                                       | 10                                      | 11                                      | 12                                      | Năm                                     |
| ---------------------------------------------------------------------- | --------------------------------------- | --------------------------------------- | --------------------------------------- | --------------------------------------- | --------------------------------------- | --------------------------------------- | --------------------------------------- | --------------------------------------- | --------------------------------------- | --------------------------------------- | --------------------------------------- | --------------------------------------- | --------------------------------------- |
| Cao kỉ lục °C (°F)                                                     | 29.0 (84.2)                             | 29.7 (85.5)                             | 31.6 (88.9)                             | 33.8 (92.8)                             | 35.2 (95.4)                             | 36.9 (98.4)                             | 38.8 (101.8)                            | 37.6 (99.7)                             | 36.9 (98.4)                             | 34.1 (93.4)                             | 32.2 (90.0)                             | 29.4 (84.9)                             | 38.8 (101.8)                            |
| Trung bình ngày tối đa °C (°F)                                         | 19.0 (66.2)                             | 20.0 (68.0)                             | 21.9 (71.4)                             | 25.4 (77.7)                             | 28.7 (83.7)                             | 30.8 (87.4)                             | 32.8 (91.0)                             | 32.4 (90.3)                             | 31.6 (88.9)                             | 28.7 (83.7)                             | 24.9 (76.8)                             | 20.9 (69.6)                             | 26.4 (79.6)                             |
| Trung bình ngày °C (°F)                                                | 14.7 (58.5)                             | 15.8 (60.4)                             | 17.8 (64.0)                             | 21.6 (70.9)                             | 25.2 (77.4)                             | 27.5 (81.5)                             | 29.1 (84.4)                             | 28.9 (84.0)                             | 27.9 (82.2)                             | 25.1 (77.2)                             | 20.8 (69.4)                             | 16.6 (61.9)                             | 22.6 (72.7)                             |
| Tối thiểu trung bình ngày °C (°F)                                      | 11.7 (53.1)                             | 13.0 (55.4)                             | 14.9 (58.8)                             | 18.9 (66.0)                             | 22.6 (72.7)                             | 25.1 (77.2)                             | 26.4 (79.5)                             | 26.1 (79.0)                             | 25.1 (77.2)                             | 22.0 (71.6)                             | 17.3 (63.1)                             | 13.2 (55.8)                             | 19.7 (67.5)                             |
| Thấp kỉ lục °C (°F)                                                    | 2.4 (36.3)                              | 5.0 (41.0)                              | 5.2 (41.4)                              | 11.6 (52.9)                             | 16.9 (62.4)                             | 18.5 (65.3)                             | 22.1 (71.8)                             | 22.3 (72.1)                             | 20.0 (68.0)                             | 14.1 (57.4)                             | 8.2 (46.8)                              | 1.2 (34.2)                              | 1.2 (34.2)                              |
| Lượng Giáng thủy trung bình mm (inches)                                | 28.0 (1.10)                             | 68.3 (2.69)                             | 103.6 (4.08)                            | 171.9 (6.77)                            | 207.7 (8.18)                            | 273.1 (10.75)                           | 225.2 (8.87)                            | 280.5 (11.04)                           | 162.9 (6.41)                            | 31.4 (1.24)                             | 32.1 (1.26)                             | 33.2 (1.31)                             | 1.617,9 (63.7)                          |
| Số ngày mưa trung bình (≥ 0.1 mm)                                      | 7.2                                     | 10.8                                    | 12.7                                    | 13.3                                    | 15.3                                    | 17.1                                    | 13.4                                    | 13.7                                    | 9.9                                     | 5.2                                     | 4.8                                     | 5.2                                     | 128.6                                   |
| Độ ẩm tương đối trung bình (%)                                         | 73                                      | 76                                      | 75                                      | 77                                      | 78                                      | 82                                      | 78                                      | 79                                      | 75                                      | 69                                      | 71                                      | 70                                      | 75                                      |
| Số giờ nắng trung bình tháng                                           | 143.2                                   | 96.0                                    | 101.7                                   | 112.8                                   | 134.7                                   | 170.9                                   | 239.7                                   | 218.6                                   | 200.7                                   | 207.6                                   | 181.2                                   | 171.5                                   | 1.978,6                                 |
| Phần trăm nắng có thể                                                  | 43                                      | 30                                      | 28                                      | 30                                      | 33                                      | 42                                      | 58                                      | 55                                      | 55                                      | 58                                      | 55                                      | 52                                      | 45                                      |
| Nguồn: Cục Khí tượng Trung Quốc (số ngày giáng thủy và nắng 1971–2000) |                                         |                                         |                                         |                                         |                                         |                                         |                                         |                                         |                                         |                                         |                                         |                                         |                                         |

## Phân chia hành chính
Sán Đầu được chia ra thành 6 quận và 1 huyện.
| Kim Bình Long Hồ Hào Giang Triều Dương Triều Nam Trừng Hải Nam Áo |             |           |          |                 |               |                |              |                   |                   |                   |                   |                   |
| Mã hành chính                                                     | Tên Việt    | Tên Trung | Bính âm  | Diện tích (km²) | Dân số (2020) | Trụ sở         | Mã bưu chính | Đơn vị trực thuộc | Đơn vị trực thuộc | Đơn vị trực thuộc | Đơn vị trực thuộc | Đơn vị trực thuộc |
| Mã hành chính                                                     | Tên Việt    | Tên Trung | Bính âm  | Diện tích (km²) | Dân số (2020) | Trụ sở         | Mã bưu chính | Nhai đạo          | Trấn              |                   |                   |                   |
| 440500                                                            | Sán Đầu     | 汕头      | Shàntóu  | 2.179,95        | 5.502.031     |                | 515000       | 37                | 30                |                   |                   |                   |
| 440507                                                            | Long Hồ     | 龙湖      | Lónghú   | 114,20          | 630.749       | Kim Hà         | 515000       | 10                | -                 |                   |                   |                   |
| 440511                                                            | Kim Bình    | 金平      | Jīnpíng  | 140,05          | 777.024       | Thạch Pháo Đài | 515000       | 12                | -                 |                   |                   |                   |
| 440512                                                            | Hào Giang   | 濠江      | Háojiāng | 169,08          | 269.471       | Đạt Hào        | 515000       | 7                 | -                 |                   |                   |                   |
| 440513                                                            | Triều Dương | 潮阳      | Cháoyáng | 665,74          | 1.654.276     | Văn Quang      | 515100       | 4                 | 9                 |                   |                   |                   |
| 440514                                                            | Triều Nam   | 潮南      | Cháonán  | 599,86          | 1.231.638     | Hiệp Sơn       | 515100       | 1                 | 10                |                   |                   |                   |
| 440515                                                            | Trừng Hải   | 澄海      | Chénghǎi | 378,35          | 874.444       | Trừng Hoa      | 515800       | 3                 | 8                 |                   |                   |                   |
| 440523                                                            | Nam Áo      | 南澳      | Nán'ào   | 112,66          | 64.429        | Hậu Trạch      | 515900       | -                 | 3                 |                   |                   |                   |

## Cơ cấu dân số
Sán Đầu là một trong những vùng có mật độ dân cư cao nhất Trung Quốc. Thành phố cấp huyện Triều Dương trước đây (nay là quận Triều Dương) từng là đơn vị cấp huyện đông dân nhất với 2,4 triệu người. Phần lớn cư dân của Sán Đầu là người Triều Châu (Teochew). Cũng có một số lượng lớn dân người Khách Gia ở quận Triều Dương (潮陽區) và quận Triều Nam (潮南區). Họ nói tiếng Hẹ và tiếng Triều Châu nhưng do việc học bắt buộc tiếng Quan Thoại ở trường, họ có thể nói tiếng Phổ Thông. Theo thống kê của chính phủ, 2,16 triệu Hoa kiều ở nước ngoài có gốc gác Sán Đầu, với số lượng đáng kể của người Triều Châu ở Đông Nam Á. Điều này giải thích tại sao có một số lượng đông đột biến các chuyến bay quốc tế giữa Bangkok và Sán Đầu.

## Các trường đại học cao đẳng
- Shantou College of South China University of Technology Lưu trữ ngày 17 tháng 7 năm 2006 tại Wayback Machine
- Shantou Polytechnic
- Shantou Radio and TV University Lưu trữ ngày 18 tháng 7 năm 2006 tại Wayback Machine
- Shantou University

## Các thành phố kết nghĩa
- Từ 1990: Kishiwada, Osaka, Nhật Bản
- Từ 1997: Saint John, New Brunswick, Canada
- Từ 2005: Cần Thơ, Việt Nam

## Nhân vật nổi tiếng
- Cai Wen
- Huang Guang Yu
- Li Ka Shing
- Lim Por Yen
- Ma Hua Teng
- Yau Shing Tung
- Taksin

## Thư viện ảnh

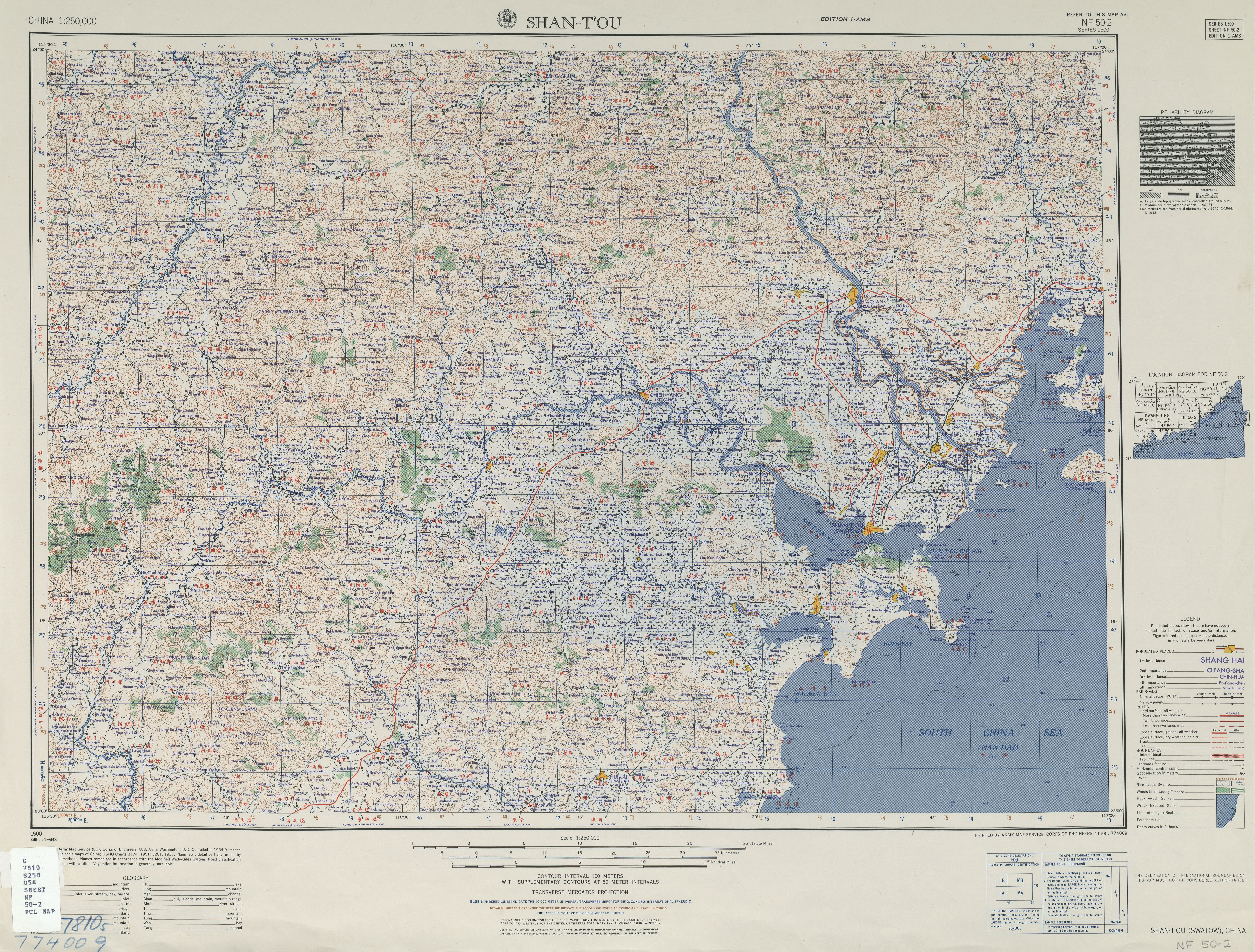
Sán Đầu (ghi là Shan-t'ou (Swatow) 汕頭) (1954).
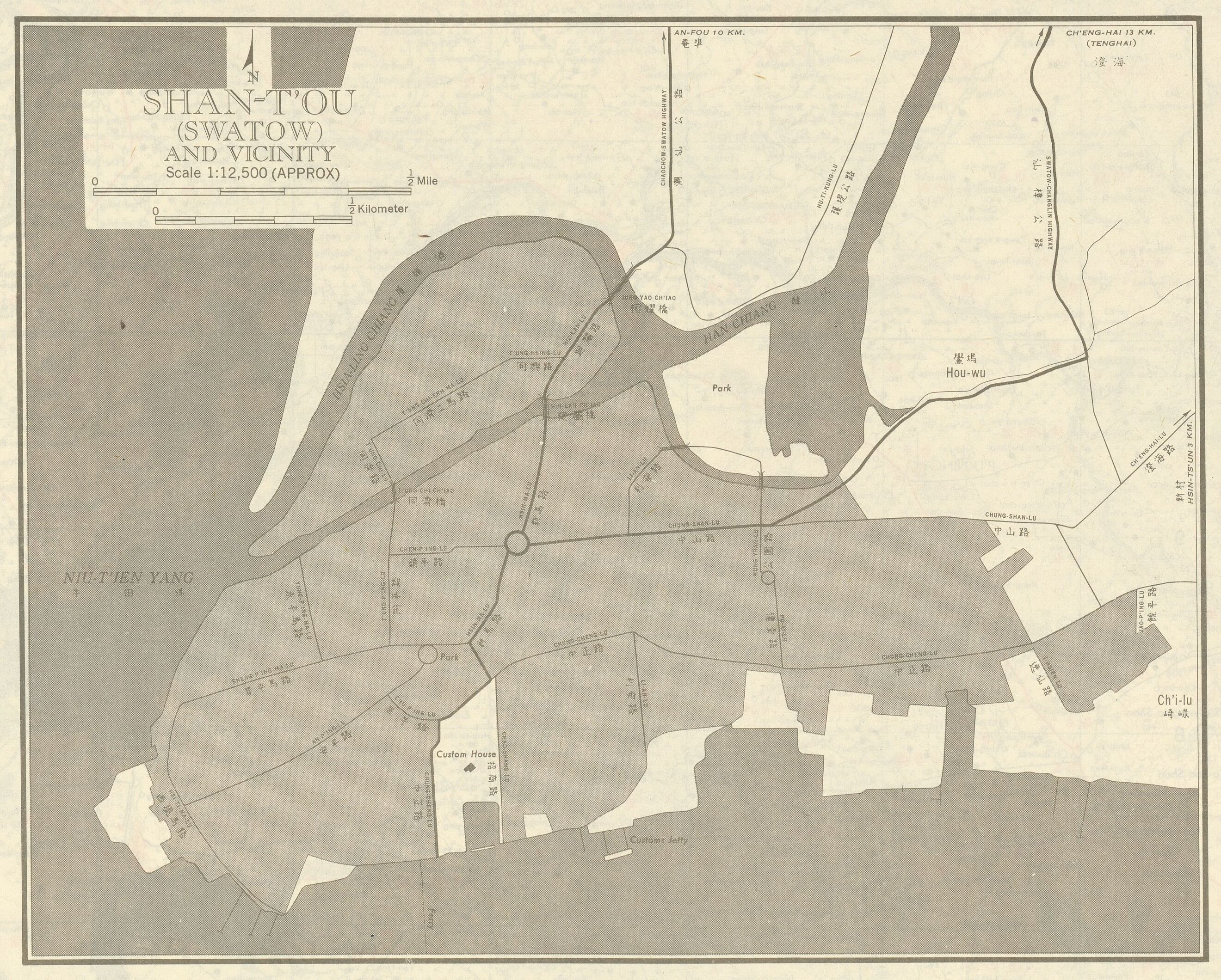
Bản đồ Sán Đầu (ghi là Shan-t'ou (Swatow)).
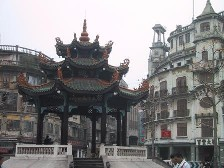
Khu phố lịch sử của Sán Đầu với kiến trúc Trung Hoa và phương Tây.